# Gobiomorphus huttoni
Espèce
Statut de conservation UICN

 NT : Quasi menacé
Gobiomorphus huttoni est une espèce de poisson de la famille des Eleotridae, endémique de Nouvelle-Zélande. Formellement décrite par James D. Ogilby en 1894, elle est nommée en l'honneur de l'ichtyologiste Frederick W. Hutton.
Ce poisson d'eau douce et d'eau de mer, de petite taille, est facilement reconnaissable grâce aux bandes diagonales sur ses joues et, pour le mâle, grâce aux marques rouge vif sur ses nageoires. 
Face à la diminution de sa population, Gobiomorphus huttoni est considérée comme une espèce quasi menacée par l'Union internationale pour la conservation de la nature.

## Description
Gobiomorphus huttoni est l'un des poissons d'eau douce les plus colorés de Nouvelle-Zélande. Le mâle possède en effet des marques rouge vif sur ses nageoires anale, dorsales et caudale ainsi que sur son corps et ses joues. Une bande bleu-vert s'ajoute sur l'extrémité de la première nageoire dorsale. Seuls les mâles sont ainsi colorés, les femelles ont les mêmes motifs mais de couleur marron. Quel que soit son sexe, Gobiomorphus huttoni possède des bandes diagonales sur ses joues. Celles-ci permettent d'identifier facilement l'animal, même sur des petits poissons de 30 mm.
Le poisson adulte est d'une longueur moyenne de 8 à 10 cm, pouvant aller jusqu'à 12 cm,. Les mâles sont généralement plus grands que les femmes.

## Biologie et écologie

### Alimentation
Gobiomorphus huttoni est une espèce de poisson opportuniste, qui se nourrit de ce qu'elle trouve : chironomidés, éphémères, trichoptères, escargots aquatiques et petits crustacés.

### Cycle de vie
En hiver et en été, les mâles construisent et défendent un nid, souvent un creux sous une pierre. Lorsqu'il défend son nid, le mâle passe du brun à une couleur presque noire. Lorsque la femelle est prête, elle entre dans le nid pour pondre 1 000 à 20 000 œufs, accrochés au plafond du nid. Le mâle fertilise ensuite les œufs, qui restent sous sa protection jusqu'à l'éclosion qui arrive deux à quatre semaines plus tard. Une femelle peut pondre plusieurs fois durant sa période de reproduction et un mâle peut défendre les œufs de plusieurs femelles.
Lors de l'éclosion, des larves de 3 mm sont emportées vers l'océan. Quelques mois plus tard, les jeunes poissons de 15 à 20 mm retrouvent les eaux douces pour y grandir. Les poissons atteignent leur maturité sexuelle dans leur deuxième année. Ils peuvent vivre jusqu'à trois ou quatre ans.

### Prédateurs et menaces
La truite (Salmo trutta), introduite par l'homme en Nouvelle-Zélande, est un prédateur pour le poisson.
Gobiomorphus huttoni est considérée comme une espèce quasi menacée par l'Union internationale pour la conservation de la nature, ayant perdu près de 30 % de sa population entre 2000 et 2010. Outre la prédation et la compétition de la truite, le poisson souffre de la destruction des zones ripariennes, de l'augmentation de sédiments dans l'eau, de la hausse des températures et des barrières artificielles posées par l'homme à sa migration (buses, barrages, etc.).

## Répartition et habitat

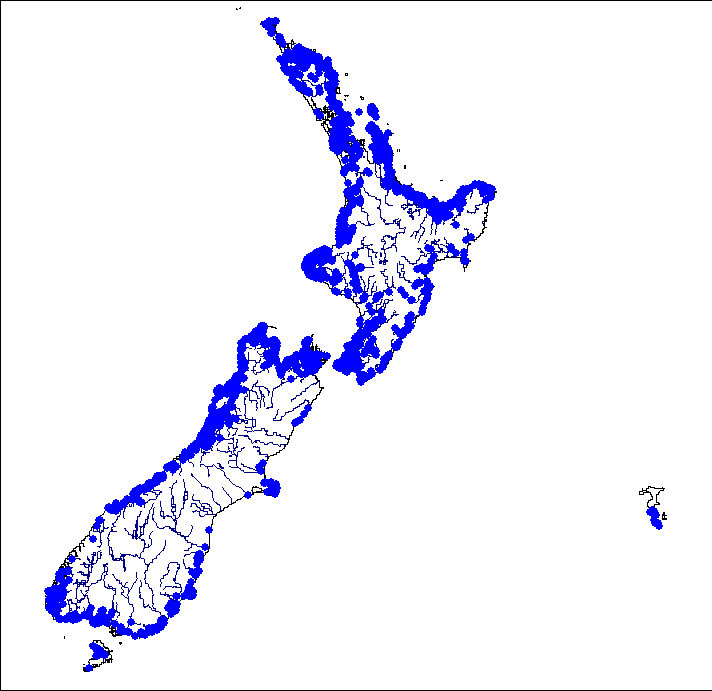
Aire de répartition de Gobiomorphus huttoni.

Gobiomorphus huttoni est endémique de Nouvelle-Zélande. On le trouve autour de l'île Stewart, des îles Chatham et des deux îles principales, même si l'espèce est plus rare sur la côte Est de l'île du Sud au nord d'Oamaru (et à l'exception de la péninsule de Banks).
L'espèce est diadrome et amphidrome, migrant entre l'océan et les eaux douces. Le poisson vit principalement à proximité des côtes, même s'il est capable de remonter les rivières, notamment dans sa jeunesse,. Il préfère privilégier les eaux peu profondes, avec un sol de graviers et galets.

## Taxinomie
L'espèce est formellement décrite en 1894 par l'ichtyologiste australien James Douglas Ogilby, qui la nomme alors Eleotris huttoni. Le nom valide complet (avec auteur) de ce taxon est Gobiomorphus huttoni (Ogilby, 1894). Gobiomorphus provient du latin gobius (« goujon ») et du grec morphe (« forme »). Son épithète spécifique est un hommage à l'ichtyologiste britannique Frederick W. Hutton.
En Nouvelle-Zélande, Gobiomorphus huttoni est connu sous le nom anglais de redfin bully (« goujon à nageoire rouge »).

### Publication originale
- (en) James Douglas Ogilby, « Description of five new fishes from the Australasian region », Proceedings of the Linnean Society of New South Wales, no 9,‎ 1894, p. 369 (lire en ligne, consulté le 28 décembre 2023)